# 1979 في الصين
فيما يلي قوائم الأحداث التي وقعت خلال عام 1979 في الصين.

## سياسة

### تعيين في المنصب
- 1 يناير – يانج شانج كون Mayor of Guangzhou [الإنجليزية]‏.

## مواليد

### فبراير
- 9 فبراير – زانج زيي
- 17 فبراير – شو يونلونغ لاعب كرة قدم صيني.

### أبريل
- 18 أبريل – جاو جونجه لاعب كرة قدم صيني.

### يونيو
- 18 يونيو – عبد الله عبد القادر أخون
- 20 يونيو – لي يي لاعب كرة قدم صيني.

### يوليو
- 8 يوليو – وانغ تشيتشي لاعب كرة سلة صيني.

### أكتوبر
- 5 أكتوبر – غاو يوان يوان ممثلة صينية.
- 7 أكتوبر – تانغ وي ممثلة صينية.

### نوفمبر
- 24 نوفمبر – إيزابيل تشن ممثلة صينية.

### ديسمبر
- 8 ديسمبر – ريمون لين

## وفيات

### مارس
- 30 مارس – تونغ ديتشو (مواليد 1902) أحيائي صيني.